# Frederick Jacobi
Frederick Jacobi (San Francisco, 1891. május 4. – New York, 1952. október 24.) zsidó származású amerikai zeneszerző és tanár. Művei között szimfóniák, versenyművek, kamarazene, szólózongorára és szólóorgonára írt művek, dalszövegek és egy opera szerepel.
1936 és 1950 között a Juilliard School of Music tanára volt, ahol többek között Mark Bucci, Alekszej Haieff, Julia Frances Smith, Robert Starer, John Verrall és Robert Ward voltak a tanítványai. 1936-tól 1950-ig a Nemzetközi Kortárs Zenei Társaság amerikai szekciójának igazgatója volt, és alapító tagja a League of Composersnek. 1952. október 24-én hunyt el New Yorkban, szívelégtelenségben.

## Életpályája

### Korai életútja
Jacobi a San Franciscó-i bornagykereskedő, idősebb Frederick Jacobi és Flora Brandenstein (Joseph Brandenstein dohány-nagykereskedő lányának) fia volt, akit idősebb Frederick 1876-ban vett feleségül. A zeneszerző gyermekkorában már megmutatta zenei tehetségét, rövid darabokat komponált zongorán és korabeli zenés vígjátékok dallamait játszotta hallás után. Ezekben az években a család minden nyáron New Yorkba utazott rokonlátogatásra. Ezeknek az országot átszelő vonattal való utazásoknak a tájai szolgáltatták később Jacobi számos természet ihlette kompozíciójának témáját.

### Zenei képzése és karrierje
Amikor idősebb Frederick 1911-ben meghalt, ifjabb Frederick örökölte a birtokot, ami elegendő vagyont biztosított számára ahhoz, hogy teljes egészében a zenének szentelhesse megélhetését. Húszéves korában Jacobi olyan mesterektől tanult zenét és zeneszerzést, mint Isidor Philipp a párizsi konzervatóriumban, Rafael Joseffy, Paolo Gallico, Ernest Bloch és Rubin Goldmark New Yorkban, valamint Paul Juon Berlinben.
1913-tól 1917-ig a Metropolitan Operában dolgozott énektanárként és segédkarmesterként. Ebben az időben, 1917. április 19-én vette feleségül sokéves barátnőjét, Irene Schwarczot, aki akkoriban a New York-i Zeneművészeti Intézetben (a későbbi Juilliard) tanult zongorát. Irene később kiváló koncertzongorista lett, és Jacobi műveinek számos előadásán és felvételén játszott zongoraszerepet.
Jacobi nem sokkal Irenevel kötött házassága után bevonult a hadseregbe, ahol az Alcatraz Army Band szaxofonosaként szolgált. 1919-ben szerelt le, ekkor New Yorkba költözött, hogy közelebbi kapcsolatba kerüljön a korabeli amerikai zeneszerzőkkel. Első nagyzenekari műve, a Szent Ágnes estéje a következő évben debütált New Yorkban. Élete hátralévő részében szinte minden évben - néha egy évben több művet is - publikált és előadott. Életének éveiben olyan jelentős amerikai zenekarok, mint a New York-i Filharmonikusok, a Philadelphiai Zenekar, valamint a Bostoni, a Chicagói és a San Franciscó-i Szimfonikusok is játszották Jacobi zenekari műveit.
Jacobi indián korszakaként ismertté vált műveibe (1920-as évek vége és 1930-as évek eleje) az amerikai délnyugaton tett utazásai során hallott őslakos indián zenéből származó ritmusokat és más elemeket épített be. Valóban, 1927 telét az új-mexikói navahók és Pueblo indiánok zenéjének tanulmányozásával töltötte. 1942-1944-ben Jacobi a kanadai drámaíróval és librettistával, Herman Voaden-nel együttműködve készítette el A tékozló fiú című operát, amely 1945 májusában debütált a chicagói American Opera Society of Chicago előadásában.

## Hagyatéka
Jacobi zsidó témájú művek zeneszerzőjeként is ismert és leginkább emlékezetes. Érdeklődése e műfaj iránt 1930-ban kezdődött, amikor a New York-i Emanu-El Gyülekezet megbízást adott neki egy szombat esti istentiszteletre. Bár gyermekkorában nem részesült vallásos nevelésben, ez az élmény maradandó hatással volt rá, és ezután a Biblia minden zenéjére hatással volt, legyen az világi vagy liturgikus. Még héberül is megtanult. Bár Jacobi világi műveit ma már csak ritkán adják elő, liturgikus műveit továbbra is előadják zsinagógákban.
Jacobi művei nagyrészt elutasítják a korabeli avantgárd zeneszerzők körében népszerű politonalitást és atonalitást. Ehelyett a klasszikus és a romantikus korszakban találja meg hatását. A Baltimore Sun kritikusa, Florestan Croche úgy jellemezte Jacobi stílusát, hogy „a dráma érzete mindig arisztokratikus, introspektív és személyes, és soha nem engedi, hogy teátrális legyen. Harmóniai szempontból ... az ő nyelve a szélsőséges kromatika, amely azonban mindig tonálisan orientáltnak tűnik." A New York Times kritikusa, Olin Downes úgy jellemezte Jacobi zenéjének esztétikáját, mint "nem annyira a 20., mint inkább a 19. századét".

## Díjai és kitüntetései
- Tiszteletbeli elismerés az Elizabeth Sprague Coolidge-versenyen, 1924.
- Kétszeres győztes a Society for the Publication of American Music díjával
- Az Amerikai Operatársaság által odaítélt David Bispham-érem A tékozló fiúért.

## Diszkográfia
- RCA Victor Red Seal, M 782, 1-5 (78 rpm, 1930-as évek vége)
- Hagiographia: Három bibliai elbeszélés vonósnégyesre és zongorára. Irene Jacobi, zongora; a Coolidge Quartettel: William Kroll, 1. hegedű; Nicolai Berezowsky, 2. hegedű; Nicholas Moldavan, brácsa; Victor Gottlieb, cselló.
- SPA [Society for Participating Artists] Records 7 Saratoga Springs, NY
- Concerto hegedűre és zenekarra. Andre Gertler és az Institut Nationale Belge de Radiodiffusion zenekara, Franz Andre, karmester.
- Két darab fuvolára és zenekarra: Éjszakai darab és Tánc. Francis Stoefs, fuvola és az Institut Nationale Belge de Radiodiffusion zenekara, Franz Andre, karmester.
- Concertino zongorára és vonószenekarra. Irene Jacobi, zongora és az Institut Nationale Belge de Radiodiffusion zenekara, Franz Andre, karmester.
- CRI [Composers Recordings Inc.] 146 (LP)
- Ballada hegedűre és zongorára. Fredell Lack, hegedű; Irene Jacobi, zongora.
- Fantázia brácsára és zongorára. Louise Rood, brácsa; Irene Jacobi, zongora.
- No. 3. vonósnégyes. Lyric Art Quartet: Fredell Lack és George Bennett, hegedű; Wayne Crouse, brácsa; Marion Davies, cselló.
- CRI 174 (LP)
- Concerto csellóra és zenekarra. Guido Vecchi az Oslói Filharmonikus Zenekar tagjaival, William Strickland, karmester.
- Hagiographia: Három bibliai elbeszélés vonósnégyesre és zongorára. Irene Jacobi, zongora; a Claremont vonósnégyessel: Mark Gottlieb és Vladimir Weisman, hegedűk; Scot Nickrenz, brácsa; Irving Klein, cselló.
- CRI 703 (CD)
- A CRI 146 és CRI 174 digitálisan újramaszterezett tartalma, a Fantasy for Viola and Piano kivételével.
- NAXOS AMERICAN CLASSICS: Milken Archive of American Jewish Music (CD)
- Concerto for Violincello, and Orchestra. Alban Gerhardt, gordonka; Barcelonai Szimfonikusok/Katalán Nemzeti Zenekar, Karl Anton Rickenbacher, karmester.
- Szombat esti istentisztelet (részletek). Patrick Mason, bariton; Academy of St. Martin in the Fields kórus, Joseph Cullen, karmester.
- Hagiographia vonósnégyesre és zongorára. Brian Krinke, hegedű; Perrin Yang, hegedű; George Taylor, brácsa; Stefan Reuss, cselló; Joseph Werner, zongora.
- Ahavat Olam. Robert Bloch kántor; New York Cantorial Choir; Aaron Miller, orgona; Samuel Adler, karmester.
- Két darab szombati hangulatban. Szlovák Rádió Szimfonikus Zenekara; Samuel Adler, karmester.